# Philothis olexai
Philothis olexai är en skalbaggsart som beskrevs av Yves Gomy 1992. Philothis olexai ingår i släktet Philothis och familjen stumpbaggar. Inga underarter finns listade i Catalogue of Life.